# Puchay
Puchay is een gemeente in het Franse departement Eure (regio Normandië) en telt 407 inwoners (1999). De plaats maakt deel uit van het arrondissement Les Andelys.

## Geografie
De oppervlakte van Puchay bedraagt 14 km², de bevolkingsdichtheid is 42 inwoners per km².
De onderstaande kaart toont de ligging van Puchay met de belangrijkste infrastructuur en aangrenzende gemeenten.

## Demografie
Onderstaande figuur toont het verloop van het inwonertal (bron: INSEE-tellingen).